# Народно-Революционное Правительство Гренады
Народно-Революционное Правительство Гренады (People’s Revolutionary Government) было создано 13 марта 1979 года после победы революционного восстания, в ходе которого было свергнуто предыдущее правительство Гренады.

## История
Леворадикальное Новое движение ДЖУЭЛ под руководством Мориса Бишопа было главной оппозиционной партией в Гренаде в 1970-х. В 1979 году активисты организации приняли решение свергнуть правительство Эрика Гейри, который правил страной с момента предоставления независимости в 1974 году.
13-14 марта 1979 года созданные из активистов движения отряды Народно-революционной армии захватили радиостанцию, армейские казармы и другие ключевые объекты на Гренаде в то время, когда Гейри находился в США. После этого, Морис Бишоп объявил по радио о создании нового правительства.
Действие ранее принятой конституции было приостановлено, а созданное правительство, в котором М. Бишоп занял пост премьер-министра, начало принимать новые законы. В то же время сохранялся статус Гренады как члена Британского Содружества. Генерал-губернатор Гренады Пол Скун продолжал формально исполнять обязанности, хотя был лишён всякого политического влияния.

## Наиболее влиятельные члены
- Морис Бишоп, премьер-министр, министр внутренних дел, иностранных дел, безопасности, обороны, информации

- Бернард Корд, заместитель премьер-министра, министр финансов

- Хадсон Остин, командующий армией, министр обороны, строительства

- Юнисон Уайтмен, министр сельского хозяйства, туризма и рыболовства, позже министр иностранных дел

- Эварт Лэйн, министр обороны

- Селвин Стрэчан, министр связи, общественных работ и труда, министр национальной мобилизации

- Жаклин Крефт, министр образования, министр по делам женщин

- Филлис Корд, министр по делам молодёжи

- Кендрик Радикс, министр юстиции, министр промышленности

- Джордж Луисон, министр сельского хозяйства

- Кристофер Де Риггс, министр здравоохранения

- Лиден Рэмдханни, министр туризма

## Деятельность Народно-революционного правительства
В области внешней политики, правительство М. Бишопа стремилось проводить самостоятельную политику, при сохранении традиционных связей со странами Британского Содружества Наций, оно установило контакты с СССР, Кубой и другими социалистическими государствами.
В области внутренней политики, правительство М. Бишопа начало реформы, направленные на изменения в кредитно-финансовой системе, экономике, общественной жизни.
- в сельском хозяйстве было развёрнуто кооперативное движение, начали создаваться агропромышленные комплексы по производству пищевой продукции и государственные хозяйства, в которые направлялась безработная молодёжь. Была проведена кампания по борьбе с вредителями урожая какао.
- при помощи со стороны Кубы был сформирован рыболовный флот[3].
- была развернута программа по развитию туризма[4], в том числе — программа «народного туризма», предусматривавшая привлечение на Гренаду иностранных туристов с невысоким достатком. Началось строительство международного аэропорта.
- в стране проводились массовые общественные кампании: по борьбе с неграмотностью, по уборке территорий и строительству общественных объектов и др.
- Были созданы вооружённые силы, включавшие Народно-революционную армию (PRA), Народно-революционную милицию (PRM), Народно-революционную полицию (создана на базе прежней полицейской службы) и Народно-революционную береговую охрану.

После победы революции 1979 года США начали «экономическую войну» против правительства М. Бишопа, в ходе которой отказали в предоставлении кредитов и займов стране, пошли на сокращение товарооборота, а также блокировали попытки Гренады получить займы в Европе и в международных кредитно-финансовых организациях. Тем не менее, за 1979—1982 годы в сельском хозяйстве удалось увеличить объемы производства на 20 % (несмотря на снижение мировых цен на мускатный орех, какао и бананы), в строительстве — на 14,5 %. Безработица уменьшилась вдвое. В 1982 году рост ВНП составил 5,5 %.
19 июня 1980 года во время демонстрации в Сент-Джорджесе сработало взрывное устройство, взрывом были убиты три человека. Террористы были установлены и задержаны, 3 ноября 1982 года по решению суда они были приговорены к смертной казни.
В целом, в 1979—1983 правительству Гренады удалось создать бесплатную систему общественного здравоохранения, обеспечить потребности населения в основных продуктах питания, уменьшить количество неграмотных с 35 % до 5 %, снизить уровень безработицы в стране с 50 % до 14 %. В то же время жёсткая централизация власти, государственный статус коммунистической идеологии, запрет оппозиции, экспроприации собственности провоцировали рост недовольства. Оно подавлялось репрессивным аппаратом, главную роль в котором играло армейское Управление специальных расследований (OSI). Согласно сохранившейся документации OSI, с марта 1979 по октябрь 1983 по политическим мотивам были арестованы 543 человека, что для страны, население которой составляло тогда около 90 тысяч человек было заметным количеством. Среди политзаключённых были не только сторонники прежнего режима, противники Нового движения ДЖУЭЛ, представители частнособственнических слоёв, но и члены правящей партии, выступавшие против правительственной политики.
Документы министерства финансов, обнаруженные после свержения Народно-революционного правительства, свидетельствуют, что на последнем этапе правления марксистские лидеры Нового движения ДЖУЭЛ вели переговоры с МВФ с целью получения экстренного займа. При этом правительство готово было на сокращение социальных расходов и увольнения госслужащих.

## Внутренний раскол
В 1983 году произошел раскол среди членов правительства. Группа во главе с заместителем премьер-министра Бернардом Кордом пыталась убедить Бишопа заключить соглашение о разделе власти.
13 октября 1983 года Корд при поддержке сторонников из ортодоксально-коммунистической группы OREL совершил переворот, взял власть в свои руки и посадил Бишопа под домашний арест. Удаление Бишопа привело к большим народным демонстрациям в различных районах страны. В ходе одной из этих демонстраций Бишоп был освобожден толпой. При невыясненных обстоятельствах Бишопа в конце концов привезли в штаб армии в Форт-Руперт.
Другие войска были направлены в Форт-Руперт. Начались боевые действия между этой силой и гражданскими лицами в Форт-Руперте, в результате которых погибли многие люди. После этого Бишоп и семь его соратников, включая нескольких членов кабинета министров, были схвачены и расстреляны подразделением лейтенанта Каллистуса Бернарда.
После казни новое руководство страны стало называться Революционным военным советом во главе с генералом Хадсоном Остином. Совет был сформирован, чтобы управлять страной, и PRG прекратило своё существование. Это правительство номинально правило в течение шести дней, прежде чем США вторглись в Гренаду, чтобы свергнуть его.